# Jean Louis Marie Ladislas Walsin-Esterhazy
Pour les articles homonymes, voir Esterházy.
 (décembre 2016).
Si vous disposez d'ouvrages ou d'articles de référence ou si vous connaissez des sites web de qualité traitant du thème abordé ici, merci de compléter l'article en donnant les références utiles à sa vérifiabilité et en les liant à la section « Notes et références ».
Jean Louis Marie Ladislas Walsin-Esterhazy, né le 12 juillet 1804 à Nîmes, et mort le 12 décembre 1871 à Lyon, est un officier et homme politique français. 
Actif de la Monarchie de Juillet au Second Empire, général de division en 1856, il a participé notamment à la conquête de l'Algérie.

## Biographie
Élève de l'École spéciale militaire de Saint-Cyr, (3e promotion 1820-1822), Walsin-Esterhazy est promu sous-lieutenant en 1822 au  45e Régiment d'Infanterie.
Capitaine le 3 juillet 1838, il devient officier d'ordonnance du roi Louis-Philippe Ier, puis est versé dans l'infanterie légère et part en Algérie. Il est blessé à Mascara le 8 août 1841 et est cité au combat d'Achet Breda.
Colonel en 1847, il est en mission en Tunisie jusqu'en 1852.
Il est nommé général de brigade en 1850 et commande une brigade de l'armée de Paris.
Entre 1854 et 1855, il dirige différentes brigades du camp du nord, avant d'être nommé général de division, le 18 mars 1856. 
En 1859, il exerce, par intérim, le commandement supérieur des forces de mer et de terre en Algérie. Il commande à Oran à deux reprises (février 1859-janvier 1860 et septembre-octobre 1870). 
En octobre 1870, après la chute de Napoléon III, il est nommé gouverneur général (intérimaire) de l'Algérie par le gouvernement de la défense nationale ; venu d'Oran à Alger le 23 octobre, il subit une insurrection populaire, appuyé par le conseil municipal d'Alger, les Français d'Algérie ne voulant plus être soumis à un gouverneur militaire ; dès le 28 octobre, il est obligé de démissionner et de se réfugier sur un navire dans le port d'Alger.
Grand officier de la Légion d'honneur depuis 1859, il meurt le 12 décembre 1871 à Lyon (2e arrondissement).

## Décorations
- Grand officier de la Légion d'honneur